# Propozicijska logika
Propozicijska logika je logika, ki opisuje in normira sklepalna razmerja med stavki (propozicijami).

## Propozicija
V propozicijski logiki je smisel stavkov abstrahiran. Propozicija (za zapis posamičnih stavkov se uporabljajo črke p, q, r ...) lahko v klasičnih, dvovalentnih logiških sistemih zasede dve resničnostni vrednosti: resnično in neresnično. Stavki, s katerimi operira propozicijska logika, torej niso stavki vsakdanje, naravne govorice, temveč idealne entitete, ki so pomembne le iz vidika svoje resničnosti ali neresničnosti. Tako bo stavek "trava je rdeča" v logiki smatran zgolj kot nosilec resničnostne vrednosti 0, tj. neresničnega. To načelo je včasih poimenovano tudi načelo ekstenzionalnosti.

## Razmerja med propozicijami
Med dvema ali tremi propozicijami je možno več različnih razmerij. Razmerja med propozicijami označujemo z logičnimi vezniki. Narobe obrnjena črka V (namesto nje se na spletu uporablja kar "&") označuje konjunkcijo: zapis "p ∧ q" pomeni "stavka p in q sta oba resnična". Torej je konjunkcija sama resnična natanko takrat, ko sta resnična tudi p in q. Konjunkcijo in ostale logične trditve, ki povezujejo več različnih propozicij z logičnimi vezniki, imenujemo kompleksni stavki. Kompleksni stavki so tisti stavki, katerih resničnostna vrednost je odvisna od resničnostne vrednosti atomarnih stavkov. V našem primeru je kompleksni stavek konjunkcija "p in q", atomarna stavka pa sta njena člena. 
| p          | q          | p & q      |
| ---------- | ---------- | ---------- |
| Resnično   | Resnično   | Resnično   |
| Resnično   | Neresnično | Neresnično |
| Neresnično | Resnično   | Neresnično |
| Neresnično | Neresnično | Neresnično |

Na resničnostni tabeli vidimo, kako se obnaša resničnostna vrednost konjunkcije p in q glede na resničnostno vrednost svojih členov. Konjunkcija je resnična samo takrat, ko sta resnična oba njena člena. Je ekvivalent unije v Boolovi algebri.
Drugi logični vezniki med dvema propozicijami so še implikacija, disjunkcija, ekvivalenca, inkompatibilnost itd. Vseh šestnajst možnih veznikov je prvi zabeležil avstrijski filozof in eden izmed utemeljiteljev propozicijske logike, Ludwig Wittgenstein.

## Sklepanje
Med posameznimi logičnimi vezniki obstajajo sklepalna razmerja. To je prisotno že v naravni govorici: ko denimo rečemo, da je res oboje, da je trava zelena in da hrčki smrdijo, hkrati zanikamo možnost, da bi bil resničen samo eden izmed obeh stavkov. Tako tudi v propozicijski logiki lahko iz konjunkcije sklenemo na negacijo alternative, logičnega veznika, ki trdi, da je resnična ena izmed dveh propozicij, ne pa obe. A velja opozoriti, da se formalni jezik propozicijske logike pogosto ne sklada z naravno govorico (iz tega vidika najbolj problematični logični veznik je implikacija). 

V propozicijski logiki je sklepanje pravilno takrat, ko lahko najdemo sklepalnemu procesu ustrezajoč logični zakon, tj. njemu izomorfno tavtologijo. Tavtologija je v propozicijski logiki (kompleksni) stavek, ki je resničen ne glede na to, kakšno resničnostno vrednost zavzamejo njegovi atomarni stavki. Vzemimo primer. V kompleksnem stavku "zvečer bom šel v kino ali pa ne bom šel v kino" imamo dve propoziciji, "zvečer bom šel v kino" in "zvečer ne bom šel v kino", ki ju v logiškem jeziku zapišemo kot p in ne-p (tudi ~p). Torej se stavek glasi: p ali ne-p. A ta kompleksni stavek je resničen v vseh primerih, v vseh možnih podelitvah resničnostne vrednosti (vseh možnih interpretacijah) stavku p. Vzemimo, da p ni resničen. Potem je resničen ne-p. Torej, stavek, da nekaj od p in ne-p drži, je resničen. Vzemimo, da je p resničen. Vidimo, da je tudi v tem primeru stavek "nekaj od p in ne-p drži" resničen. 

Vsaki tavtologiji lahko pripišemo (po principu izomorfizma) sklepalni postopek. Denimo, vzemimo tavtologijo "p & q > p", ki jo beremo kot: "če sta resnična tako p kot tudi q, potem je resničen tudi q". Sklepanje, ki bi ustrezalo tej tavtologiji, bi bilo naslednje: če imamo konjunkcijo p in q, potem lahko iz tega sklenemo, da je resničen q. 

## Zgodovina in uporabnost propozicijske logike
Propozicijsko logiko so utemeljili Gottlob Frege, Ludwig Wittgenstein in Bertrand Russell. Na Russellovo definicijo implikacije, katere problematičnost smo že omenili, je Clarence Irwing Lewis preoblikoval v strogo implikacijo, kar ga je vodilo v izgradnjo novega logiškega sistema, ki ni bil več v skladu z ekstenzionalnostjo. Iz tega sistema je nastala modalna logika, ki vnaša v propozicijsko logiko intenzionalne veznike možnosti in nujnosti. Najpomembnejši logik te smeri je Saul Kripke. Poleg modalne logike je nastalo mnogo drugih nestandardnih logiških sistemov (večvalentnih, dialektični ...), ki so popravljali ali spreminjali različne značilnost klasične propozicijske logike. V uporabnih znanostih se propozicijska logiki najpogosteje rabi v računalništvu, poslužuje pa se jo tudi metodologija, zgodovina znanosti, epistemologija, lingvistika itd.